# Róbert Volkmann
Friedrich Robert Volkmann, hongarès: Volkmann Róbert (pronunciat: folkmann) (Lommatzsch (Saxònia, Alemanya), 6 d'abril, 1815 – Budapest (Hongria), 28 d'octubre, 1883), va ser un compositor, professor de música i director d'orquestra alemany que treballava a Hongria.

## Vida
Estudis

Va néixer a Saxònia el 1815 en una família alemanya. El seu pare era director d'església i va començar a ensenyar al seu fill a tocar el piano i l'orgue. Va aprendre a tocar el violoncel i el violí de Friebel. Va continuar els seus estudis al Gimnàs de Freiberg, on va estudiar pedagogia, mentre estudiava composició amb August Ferdinand Anacker. Més tard, va estudiar música a Leipzig, com a estudiant de Carl Ferdinand Becker. Allà va conèixer Robert Schumann, que va animar el jove artista. Les seves obres d'aquesta època mostren la influència de Mendelssohn, que treballava com a director d'orquestra a Leipzig.

## Carrera
Va començar la seva carrera a Praga com a professor de cant, i després va esdevenir mestre de música amb la família del comte Steinlein a Szemeréd. El 1841 es va traslladar a Pest, on va esdevenir professor de música privat. Entre 1842 i 1844 va ser corresponsal a Pest del "Vienna Allgemeine Wiener Musikzeitung". El 1848 va esdevenir organista i director de cor de la sinagoga, però va dimitir el 1849. Després va treballar com a autònom, però va treballar constantment com a músic i mecenes de les arts. En aquesta època, la influència de Beethoven és més evident en les seves obres. Per aquesta època va establir una estreta amistat amb Ferenc Erkel, els germans Doppler (Ferenc i Károly) i Károly Thern. El 1850, va dedicar el seu Trio per a piano núm. 2 (si menor) (Op. 5) a Franz Liszt. La composició no només va agradar a Liszt, sinó també a dos compositors de l'època coneguts per les seves agudes crítiques, Hans von Bülow i Wagner.
El 1854 es va traslladar temporalment a Viena, on va fer amistat amb l'escriptor musical alemany Gustav Nottebohm. Des del 1858 fins a la seva mort el 1883 va tornar a viure a Pest. Gusztáv Heckenast, un impressor i editor amb qui va mantenir una relació d'amistat, va establir un departament d'edició musical separat per a ell, del qual va esdevenir el cap. Va ser convidat a la casa d'estiu del seu mecenes a Pilismarót diverses vegades, on va néixer la seva peça per a piano Souvenir de Maróth.
El 1860, va escriure una fantasia per a piano per a la mort de Széchenyi (Op. 41), que es va esgotar en dos mil exemplars tres dies després de la seva publicació, però la seva interpretació pública va ser prohibida perquè conté una cita musical de Béni Szózata d'Egressy. A la dècada de 1860, va organitzar diverses vetllades de compositors, on també es van interpretar les seves simfonies (Simfonia 1, 1863; Simfonia 2, 1866). Va participar en diversos concursos de música com a jurat, juntament amb Liszt, Erkel i Mosonyi. El 1874, va rebre una invitació per ensenyar al Conservatori de Viena, però s'hi va negar i, en canvi, va esdevenir professor del primer professorat de la recentment formada Acadèmia de Música a partir de 1875, on va ensenyar composició, a partir del qual gairebé no va compondre. El 1883, va ser elegit membre de ple dret de la Reial Acadèmia Prussiana de Berlín, però va morir a l'octubre d'aquell any a Budapest.

Tot i que mai va aprendre bé l'hongarès, es refereix a si mateix com a hongarès en diverses cartes, que poden haver estat basades en la seva existència a Hongria i la seva participació activa en la vida musical local. Com va escriure a Károly Thern en la seva carta datada el 10 de gener de 1867: 
| « | "...nosaltres, els hongaresos, vam reconèixer el vostre èxit a París amb un somriure satisfet...". | » |

Tot i que algunes de les seves obres contenen elements hongaresos, va seguir conscientment l'estil del romanticisme alemany en tot moment.

## La seva memòria
Va ser enterrat al cementiri de Fiumei út (34/1-1-31). Una làpida de marbre a la façana del Budai Vigadó (1r districte, plaça Corvin) el commemora, juntament amb els seus contemporanis i amics (Ferenc Erkel, Ferenc Liszt, Ferenc Doppler i Béni Egressy). Un carrer de Pasaréten (Districte 2) porta el seu nom des de 1912, que s'estén des de Szilágyi Erzsébet fasor 65 fins a Pasaréti út 72. Abans s'anomenava Testőr utca.
El seu nebot, l'historiador de la música Hans Volkmann, va recollir la seva obra i va compilar un catàleg de les seves obres.

## Obra
Per conèixer la seva immensa obra, aneu al seu arxiu de la Viquipèdia hongaresa.